# Монастырь Святого Симеона Сапожника
Монастырь Святого Симеона Сапожника (араб. كنيسة القديس سمعان‎) — коптский монастырь в Каире. Расположен на территории города Мусорщиков, посвящён Симону Дубильщику, который жил здесь в X веке и почитается за спасение тысяч единоверцев.
Монастырь построен в верхней части квартала и состоит из нескольких церквей и часовен, расположенных как в зданиях, так и в пещерах в глубине горы.
На отвесных стенах скальной породы вырезаны и нарисованы сцены на различные евангельские и библейские сюжеты. Внутри пещеры находится рака с мощами святого Симеона, которые были вновь обретены в августе 1991 года в одной из церквей старой части Каира во время археологических раскопок.
Здесь же расположен детский сад, школа и ряд благотворительных христианских учреждений.
Кафедральный собор Святой Девы Марии и Святого Симеона входит в храмовый комплекс монастыря и является крупнейшим на Ближнем и Среднем Востоке религиозным христианским сооружением и может вмещать до двадцати тысяч человек.